# 셀렉트스타
셀렉트스타(Selectstar)는 2018년 11월 설립된 대한민국 인공지능(AI) 전문 스타트업이다. AI를 필요로 하는 기업이 AI 개발 및 도입을 할 수 있도록 모든 단계의 솔루션을 제공하는 'The Data-centric AI Company'이다.

## 연혁
- 2025
  - 'Emerging AI+X Top100' 5년 연속 선정
  - 국내 최초 LLM 평가 플랫폼 'Datumo Eval(다투모 이밸)' 출시
  - 2025 MWC Barcelona 부스 참여[3]
  - 글로벌 'Gen AI Red Team Challenge' 공동 개최 (with GSMA at MWC)
  - 2025 SXSW 부스 참여
  - 포브스코리아 '2025 대한민국 AI 50' 선정[4]
  - '2025 삼성금융 C-Lab Outside' 최종 선정
  - 'AI-Master' 시험기관 참여
- 2024
  - AI+X Top 100 4년 연속 선정
  - ‘생성형 AI 레드팀 챌린지’ 행사 대표 파트너로 참여[5]
  - LLM 신뢰성 벤치마크 데이터셋 ‘KorNAT’ 논문 발표

- 2023
  - 제18회 디지털 이노베이션 대상 선정 (IT-기술/서비스 분야)
  - Samsung Developer Conference 2023 in San Francisco 연사 참여
  - 크라우드소싱 플랫폼 '캐시미션' 누적 다운로드 40만 건 돌파
  - Korea AI Startup 100 2년 연속 선정
  - 인공지능 학습 데이터 총판 사업 시작
  - 국내 최초 ‘초거대 언어 모델 신뢰성 벤치마크 데이터셋’ 구축

- 2022
  - 美 CES 참여 (Samsung C-Lab)
  - '2022 인공지능 데이터셋 지원사업' 개최
  - 기술혁신형 중소기업(inno-Biz) 인증
  - Korea AI Startup 100 선정 (데이터 가공 분야)

- 2021
  - Samsung C-Lab Outside 선정
  - '2021 인공지능 데이터셋 지원사업' 개최
  - ‘Korea AI Startup 100’ 선정 (데이터 가공 분야)
  - 신용보증기금 퍼스트 펭귄 선정
  - 오픈데이터셋 컨퍼런스 개최
  - 2021년 데이터바우처 지원사업 가공바우처 최다 매칭 공급기업 달성

- 2020
  - 2020년 데이터바우처 지원사업 우수 공급기업 선정
- 2019
  - 크라우드소싱 플랫폼 '캐시미션' - KMA 3월 이달의 모바일
  - 벤처기업 인증
  - 한국어 기계 독해 평가 KorQuAD 2.0 Dataset 구축
  - 중소벤처기업부 TIPS 프로그램 선정
  - 셀렉트스타(주) 기업부설연구소 설립
  - 2019년 데이터바우처 지원사업 우수 공급기업 선정

- 2018
  - 셀렉트스타(주) 설립

## 주요 서비스
데이터 설계 컨설팅 및 구축부터 RAG 기반 문서 데이터 정비, LLM 신뢰성 검증 등 AI 개발 및 구축 전반을 수행.

###### 1.AI 데이터 솔루션
- 지도 학습용 데이터 구축: 고객 요구사항에 부합하는 고품질 AI 학습용 데이터 구축
- 사전 학습용 데이터 판매: 개인정보, 저작권 등 모든 라이선스가 해결된 대용량 고품질 데이터 판매
- 2024년 기준 고객사 수 287개 돌파, 누적 작업 데이터 2억 건 초과 등 학습용 데이터 사업 노하우 보유

###### 2.RAG용 데이터 구조화
- LLM 도입을 위해 RAG 기반의 최적화된 지식 데이터의 구조를 설계하고, Parsing 및 Chunking 수행
- 자사 운영 캐릭터 AI 서비스 ‘모모잼(Momojam)’의 IP 세계관 유지를 위한 캐릭터 에피소드 DB 구조화

###### 3.LLM 신뢰성 검증
- AI의 성능과 안전성을 검증하는 서비스로, 평가 데이터 구축 및 레드티밍을 통해 신뢰성 검증
- 기업별 특화된 LLM의 품질과 안전성을 평가하는 것을 도와주는 SaaS 플랫폼 개발
- 신한은행의 LLM 기반 서비스의 신뢰성 기준 설계 작업 수행[6]
- 한국형 LLM 신뢰성 평가 데이터셋 ‘KorNAT’ 구축[7]
- 국내 최초&최대 규모 '생성형 AI 레드팀 챌린지' 개최[8]

## 수상 기록
- 2020년 Data-Stars 대상(과학기술정보통신부 장관상)
- 2021년 포브스 선정 ‘아시아 30세 이하 리더 30인’ Enterprise Technology 분야 대표 선정
- 2021년 KAIST 창업어워드 2020 최우수상 수상 [한국과학기술원 총동문회장상]
- 2023년 AI 기반 국방 혁신 포럼 대상 [육군참모총장상]
- 2023년 대한민국 Digital Innovation Award 특별상 [한국경제신문사장표창]
- 2023년 2023 창업 활성화 유공 표창 [서울지방중소벤처기업청장표창]
- 2024년 4월 국내 최초, 최대 규모 레드팀 컨퍼런스 주최
  - 국내 최초 LLM 신뢰성 평가 데이터셋 ‘KorNAT’ 구축[7]
- 2024년 10월 'Korea Promising AI Startup 2024' AI 클라우드 분야 선정[9]

## 행사
- 자체 AI/DX 네트워킹 행사 ‘AI Ignite’ (분기별)[10]
- 생성형 AI 레드팀 챌린지 (24년 4월)[11]
- ‘AI Talk with Andrew ng’ 대담회 (23년 7월)[12]
  - 앤드류응 교수와 셀렉트스타 김세엽 대표가 키노트로 강연을 진행
  - 셀렉트스타 황민영 부대표가 좌장으로 앤드류응 교수와 자담회 진행
- 셀렉트스타 AI 웨비나 (23년 7월)
- AI Leaders Forum (22년 12월)
- 2021 셀렉트스타 오픈데이터셋 컨퍼런스 (21년 12월)